# Vouécourt
Ne doit pas être confondu avec Rouécourt.
Vouécourt est une commune française située dans le département de la Haute-Marne, en région Grand Est.

## Géographie

### Localisation
Le village s'est établi de chaque côté de la rivière, au pied des coteaux et sous la combe de la Vieille Côte, seul accès au plateau à l'époque.

### Hydrographie
La commune est dans la région hydrographique « la Seine de sa source au confluent de l'Oise (exclu) » au sein du bassin Seine-Normandie. Elle est drainée par le canal de la Marne a la Saone, la Marne, la Combe de Grandvau et divers autres petits cours d'eau,.
Le canal de la Marne à la Saône est un canal à bief de partage au gabarit Freycinet, d'une longueur de 160 km reliant les vallées de la Marne et de la Saône, géré par les Voies navigables de France. 
La Marne  prend sa source sur le plateau de Langres, dans la commune de Saints-Geosmes (Haute-Marne) et se jette dans la Seine entre Charenton-le-Pont et Alfortville (Val-de-Marne) dans le quartier de Conflans-l'Archevêque. 

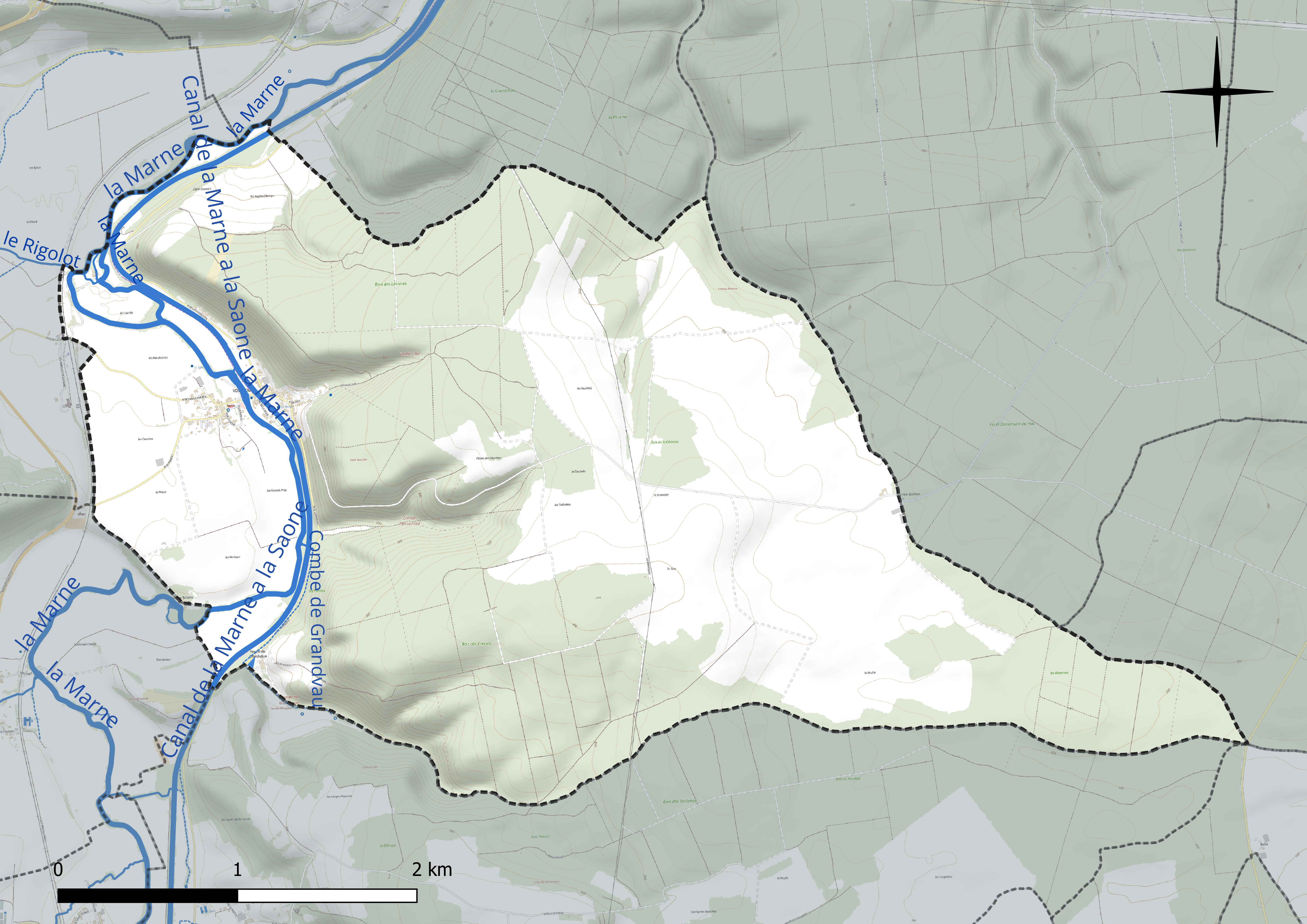
Réseau hydrographique de Vouécourt.

### Climat
Pour des articles plus généraux, voir Climat du Grand Est et Climat de la Haute-Marne.
En 2010, le climat de la commune est de type climat de montagne, selon une étude du Centre national de la recherche scientifique s'appuyant sur une série de données couvrant la période 1971-2000. En 2020, Météo-France publie une typologie des climats de la France métropolitaine dans laquelle la commune est exposée à un climat océanique altéré et est dans la région climatique  Lorraine, plateau de Langres, Morvan, caractérisée par un hiver rude (1,5 °C), des vents modérés et des brouillards fréquents en automne et hiver. 
Pour la période 1971-2000, la température annuelle moyenne est de 10,2 °C, avec une amplitude thermique annuelle de 16 °C. Le cumul annuel moyen de précipitations est de 1 000 mm, avec 13,2 jours de précipitations en janvier et 9,4 jours en juillet. Pour la période 1991-2020, la température moyenne annuelle observée sur la station météorologique de Météo-France la plus proche, « Blécourt », sur la commune de Blécourt à 13 km à vol d'oiseau, est de 10,8 °C et le cumul annuel moyen de précipitations est de 879,6 mm. 
La température maximale relevée sur cette station est de 40,2 °C, atteinte le 25 juillet 2019 ; la température minimale est de −18 °C, atteinte le 20 décembre 2009,,. 
Les paramètres climatiques de la commune ont été estimés pour le milieu du siècle (2041-2070) selon différents scénarios d'émission de gaz à effet de serre à partir des nouvelles projections climatiques de référence DRIAS-2020. Ils sont consultables sur un site dédié publié par Météo-France en novembre 2022.

## Urbanisme

### Typologie
Au 1er janvier 2024, Vouécourt est catégorisée commune rurale à habitat dispersé, selon la nouvelle grille communale de densité à sept niveaux définie par l'Insee en 2022.
Elle est située hors unité urbaine. Par ailleurs la commune fait partie de l'aire d'attraction de Chaumont, dont elle est une commune de la couronne,. Cette aire, qui regroupe 112 communes, est catégorisée dans les aires de 50 000 à moins de 200 000 habitants,.

### Occupation des sols
L'occupation des sols de la commune, telle qu'elle ressort de la base de données européenne d’occupation biophysique des sols Corine Land Cover (CLC), est marquée par l'importance des forêts et milieux semi-naturels (53,8 % en 2018), une proportion sensiblement équivalente à celle de 1990 (54 %). La répartition détaillée en 2018 est la suivante : 
forêts (53,8 %), terres arables (36,9 %), prairies (6,7 %), zones urbanisées (2,5 %). L'évolution de l’occupation des sols de la commune et de ses infrastructures peut être observée sur les différentes représentations cartographiques du territoire : la carte de Cassini (XVIIIe siècle), la carte d'état-major (1820-1866) et les cartes ou photos aériennes de l'IGN pour la période actuelle (1950 à aujourd'hui).

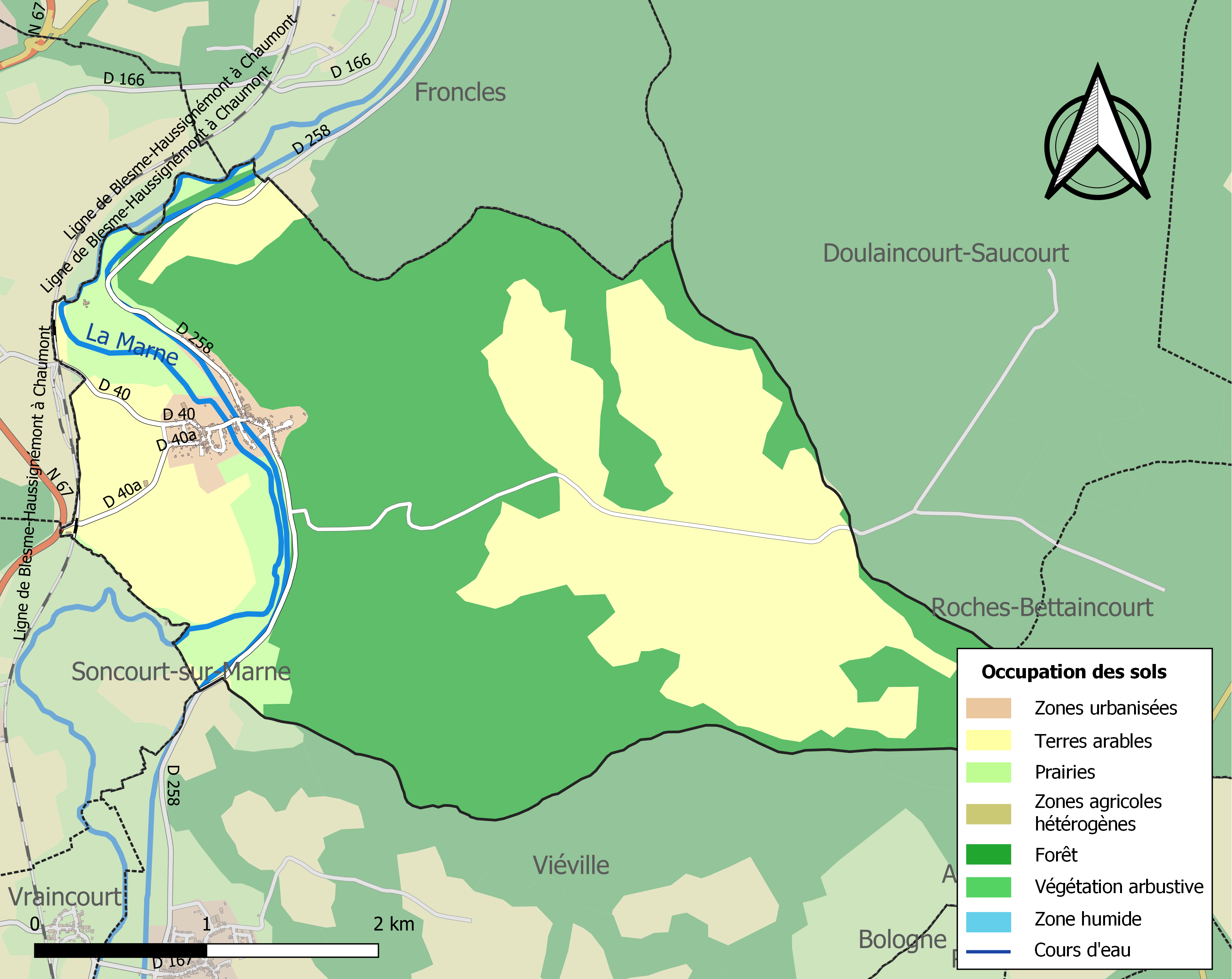
Carte des infrastructures et de l'occupation des sols de la commune en 2018 (CLC).

## Histoire
Outre le village, la commune compte également  deux écarts qui servirent de maladrerie à savoir: Grandvaux qui était jadis une maison de l’ordre de Saint-Antoine  et le Heu qui fut un couvent puis une ferme appartenant à l'hôpital de Chaumont.
L'histoire du village est également liée à celle de la forêt du Heu dont le nom est probablement lié à une ancienne pratique de chasse : le « huage », corvée féodale due au seigneur par les habitants contraints de « huer les bêtes Fauves et Noires » traquées par le seigneur.
Selon une légende, cette forêt aurait également été donnée aux habitants par Blanche de Castille mère de Saint-Louis, mais le Comté de Champagne auquel appartenait Vouécourt, n'étant revenu à la couronne de France que plus tard, il s'agirait plutôt de Blanche de Navarre, comtesse de Champagne
Toujours est-il que ce massif quasi impénétrable n'était exploité que sur ses bordures pour le bois de chauffage et de construction. Il ne prendra une valeur marchande que bien plus tard et suscitera alors diverses convoitises.
Ainsi, Gérard, sergent général du bailliage de Chaumont  tenta-t-il vers 1390 de saisir cette forêt communale, arguant de sa proximité avec la forêt royale du Val de Rognon. Les habitants devront se défendre et prouver que la forêt est à eux.
Le 19 août 1397, une sentence rendue par le lieutenant général du bailliage de Chaumont, rend « bois, rivières, lavières aux habitants et à l'église ». L'administration forestière fera plusieurs autres tentatives en 1446 et 1455, auxquelles les habitants opposeront la charte de 1397. En 1537, le seigneur de Boiron, seigneur en partie de Vouécourt, se voit, lui aussi, débouté. Le dernier procès sera intenté en 1829 par les héritiers de la marquise de Béthune, dernière dame de Vignory.
Aujourd'hui, la forêt compte 612 hectares.
L'aspect actuel du village est dû, pour une grande part, aux modifications du XIXe siècle, époque à laquelle furent entrepris d'importants travaux. Il en est ainsi de la mairie construite en 1838, de l'horloge de l'église avec ses cloches extérieures, des ponts et de la Côte Neuve permettant un accès plus facile au plateau.
L'aspect général du village s'est également transformé vers 1880 lors de la construction du canal qui le traverse.

## Politique et administration

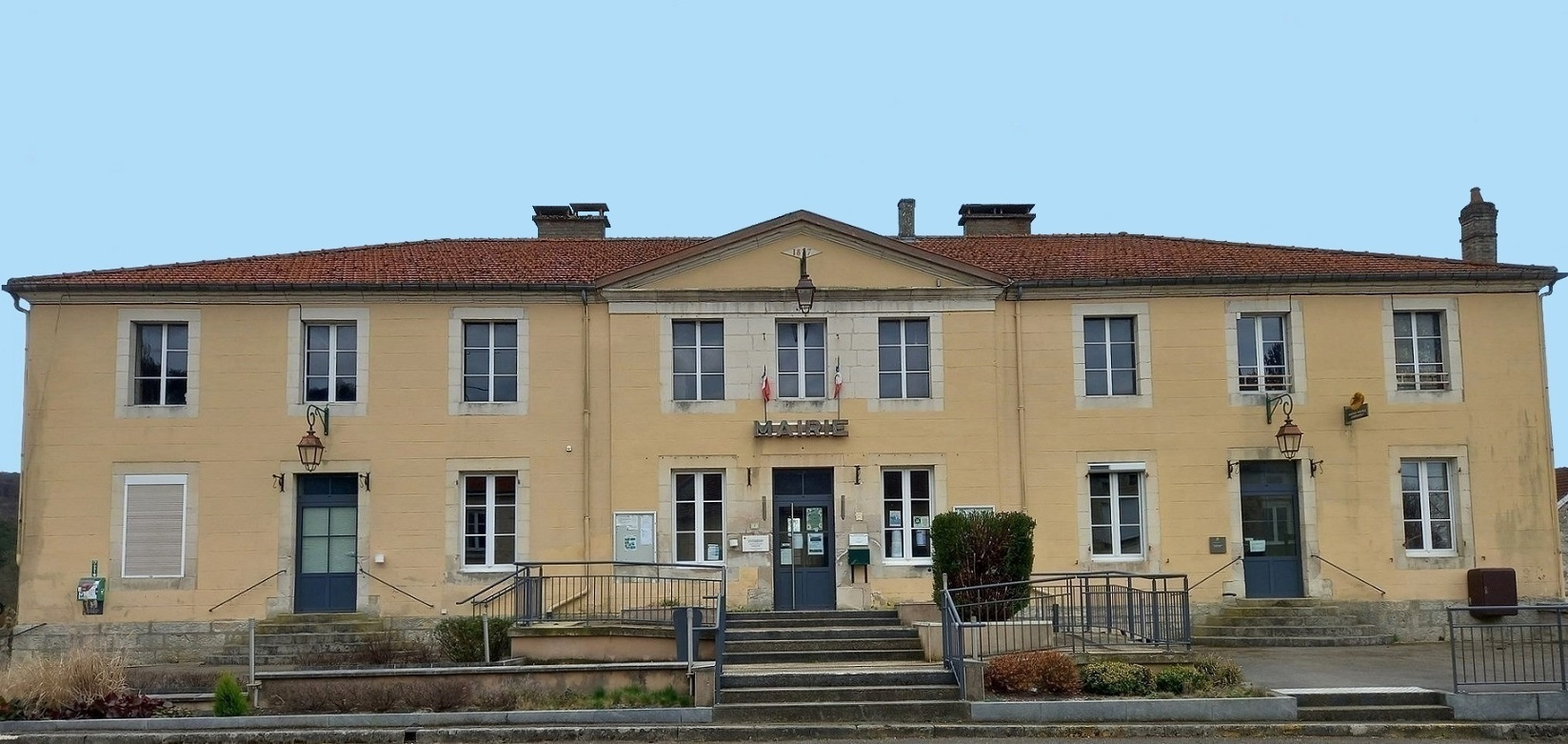
La mairie

| Période   | Période   | Identité            | Étiquette | Qualité                    |
| --------- | --------- | ------------------- | --------- | -------------------------- |
| mars 1995 | mars 2001 | Jean-Claude Bastien | PS        | Enseignant                 |
| mars 2001 | mars 2008 | Marie-Claude Mengue |           |                            |
| mars 2008 | mai 2020  | Christian Desprez   | PS        | Retraité de l'enseignement |
| mai 2020  | En cours  | Hugues Fischer      |           |                            |

## Population et société

### Démographie

#### Évolution démographique
L'évolution du nombre d'habitants est connue à travers les recensements de la population effectués dans la commune depuis 1793. Pour les communes de moins de 10 000 habitants, une enquête de recensement portant sur toute la population est réalisée tous les cinq ans, les populations de référence des années intermédiaires étant quant à elles estimées par interpolation ou extrapolation. Pour la commune, le premier recensement exhaustif entrant dans le cadre du nouveau dispositif a été réalisé en 2006.

En 2022, la commune comptait 208 habitants, en évolution de −0,48 % par rapport à 2016 (Haute-Marne : −4,62 %, France hors Mayotte : +2,11 %).
| 1793 | 1800 | 1806 | 1821 | 1831 | 1836 | 1841 | 1846 | 1851 |
| ---- | ---- | ---- | ---- | ---- | ---- | ---- | ---- | ---- |
| 397  | 388  | 433  | 445  | 440  | 441  | 407  | 417  | 384  |

| 1856 | 1861 | 1866 | 1872 | 1876 | 1881 | 1886 | 1891 | 1896 |
| ---- | ---- | ---- | ---- | ---- | ---- | ---- | ---- | ---- |
| 332  | 345  | 319  | 378  | 331  | 354  | 289  | 305  | 288  |

| 1901 | 1906 | 1911 | 1921 | 1926 | 1931 | 1936 | 1946 | 1954 |
| ---- | ---- | ---- | ---- | ---- | ---- | ---- | ---- | ---- |
| 272  | 307  | 302  | 256  | 275  | 309  | 266  | 264  | 322  |

| 1962 | 1968 | 1975 | 1982 | 1990 | 1999 | 2006 | 2011 | 2016 |
| ---- | ---- | ---- | ---- | ---- | ---- | ---- | ---- | ---- |
| 282  | 251  | 235  | 178  | 209  | 205  | 228  | 216  | 209  |

| 2021 | 2022 | - | - | - | - | - | - | - |
| ---- | ---- | - | - | - | - | - | - | - |
| 206  | 208  | - | - | - | - | - | - | - |

## Lieux et monuments
L'église saint-Hilaire a été construite en plusieurs étapes. Le chœur date du XVIe siècle, la nef a été élargie au XIXe siècle. Les vitraux du chœur sont du XIXe siècle, tandis que ceux de la nef et du transept sont des années 1960. À voir, un saint Vincent naïf du XVIIe siècle, des fonts baptismaux en fonte.
À un kilomètre du village, la chapelle saint-Hilaire, du XVIIIe siècle, qui a fait suite à un oratoire, détruit et reconstruit à plusieurs reprises. Elle se situe au centre du cimetière de Vouécourt, il était commun à Soncourt, Vignory et Vouécourt, ce qui explique ses vastes dimensions.
Au centre du village, le lavoir, que les habitants appellent la fontaine. Il faut dire que c'est une fontaine-lavoir ! Elle date de 1862 et sa construction de style néo-classique est liée à l'industrie du fer. Les forges de Vraincourt (à 4 km en amont) lavaient le minerai local et les eaux de la Marne étaient rougies par les oxydes. La commune a fait établir une conduite gravitaire de la source de Grandvau (à 2 400 mètres) pour alimenter un bassin de puisage à l'extérieur du bâtiment, un bassin de rinçage et un bassin de lavage à l'intérieur. Cette installation est toujours en eau.
L'écluse, établie sur le canal de la Marne à la Saône, appelé maintenant canal entre Champagne et Bourgogne, est une des plus hautes du canal. Elle a été totalement reconstruite en 1999. Ce canal est maintenant automatisé, les bateliers disposant d'un boitier qui déclenche les manœuvres.